# Indice GRAU
Pour les articles homonymes, voir Grau (homonymie).
L'Indice GRAU est un système de codification développé pour identifier les armes et munitions des forces armées soviétiques qui a été reconduit dans les forces armées russes. Il a été créé par la Direction des missiles et de l'artillerie  (en russe Главное ракетно-артиллерийское управление abrégé ГРАУ c'est-à-dire GRAU) du ministère de la Défense soviétique. Ce système de codification est également utilisé par les Forces spatiales de la fédération de Russie et à ce titre les installations spatiales, lanceurs et satellites sont également désignés par un code GRAU.

## Système de désignation
L'indice GRAU est composé de :
- un préfixe numérique à deux chiffres qui désigne la direction du ministère de la Défense à l'origine de l'armement (par exemple 2 pour l'artillerie)
- Un code lettre pour désigner une sous-catégorie de matériel (par exemple 2S artillerie automotrice)
- Un nombre pour identifier le matériel (par exemple 2S25 : canon automoteur anti-char de 125 mm  "Octopus-SD" )

Un suffixe composé d'un code lettre lettre et d'un chiffre peut être ajouté pour désigner une variante de l'équipement.

## Utilisation
Dans le cadre du régime autoritaire soviétique et dans une moindre mesure russe, tout ce qui concernait le matériel militaire relevait du secret le plus absolu. Néanmoins pour permettre aux différents sous-traitants de développer un système d'armes donné, il était nécessaire de disposer d'une nomenclature commune permettant de l'identifier sans ambiguïté. Le code GRAU utilisé était un code secret public c'est-à-dire qu'il n'était pas connu en dehors du cercle des personnes travaillant sur un des composants du systèmes d'armes ainsi désigné. Hormis ce code ceux-ci ne disposaient généralement pas d'informations sur les caractéristiques globales du système d'armes auquel ils contribuaient.

## Nomenclature
(partiel)

### 1 Équipements divers
- 1A : Équipements pour la conduite de tirs
- 1B : Instruments de mesures
- 1G : Gyroscopes
- 1D : Équipements laser
- 1K : Systèmes
- 1L : Stations radar
- 1S : Radars
- 1V : Véhicules de commandement de l'artillerie

### 2 Artillerie
- 2A : Artillerie tractée
- 2B : Mortiers
- 2K : Artillerie antiaérienne
- 2S : Artillerie automotrice
- 2U : Matériel d'entrainement

### 3 Missiles de l'Armée de terre et de la Marine
- 3M : Missiles

### 4 Missiles de la Marine et équipements de l'Armée de Terre
- 4G : Ogives
- 4K : Missiles navals
- 4P : Lanceurs de missiles
- 4S : Lanceurs de missiles

### 5 Défense anti aérienne
- 5Ae : Ordinateurs
- 5B : Ogives de missiles sol-air
- 5P : Lanceurs de missiles sol-air
- 5V : Missiles sol-air
- 5Ya : Missiles sol-air
- 5T : Systèmes d'interceptions de missiles balistiques

### 6 Armes à feu et équipements de défense
- 6B : Équipement militaire individuel défensif
- 6Ch : Équipements d'armes individuelles
- 6G : Armes individuelles
- 6Kh : Couteaux et baïonnettes
- 6P : Armes individuelles
- 6Sh : Équipements d'armes individuelles
- 6T : Équipements d'armes individuelles
- 6Ts : Viseurs
- 6U : Équipements d'armes individuelles
- 6V : Armes individuelles
- 6Zh : Équipements d'armes individuelles

### 7 Munitions pour armes à feu
- 7B : Munitions
- 7G : Grenades
- 7Kh : Munitions d'entrainement
- 7N : Munitions
- 7P : Grenades autopropulsées
- 7S : Munitions diverses
- 7T : Munitions
- 7U : Munitions
- 7Z : Munitions

### 8 Missiles de l'Armée de Terre et lanceurs
- 8A : Missiles balistiques
- 8D : Moteurs-fusées
- 8F : Ogives
- 8K : Missiles
- 8P : Lanceurs
- 8S : Étages de missile

### 9 Missiles de l'Armée de Terre et drones
- 9A : Lanceurs de missiles
- 9F : Systèmes d'entrainement et équipements
- 9K : Systèmes
- 9M : Missiles
- 9P : Lanceurs de missiles
- 9S : Centres de commandement
- 9T : Transporteurs et véhicules support

### 10 Équipements
- 10P : Viseurs
- 10R : Équipements radio

### 11 Lanceurs et équipement associés
- 11A : Lanceurs
- 11B : Moteurs-fusées nucléaires thermiques
- 11D : Moteurs-fusées
- 11F : Satellites
- 11G : Équipements
- 11K : Lanceurs
- 11M : Équipements embarqués
- 11P : Équipements au sol
- 11S : Étages de fusée

### 14 Lanceurs et équipement associés
- 14D : Moteurs-fusées
- 14F : Satellites
- 14I : Équipements au sol
- 14P : Équipements au sol
- 14S : Premiers étages de lanceurs
- 14T : Équipements au sol

### 15 Équipements des forces des missiles stratégiques
- 15A : Missiles balistiques intercontinentaux
- 15B : Ogives
- 15D : Moteurs-fusées
- 15F : Ogive
- 15N : Véhicules de commandement et de contrôle
- 15P : Lanceurs tirés depuis des silos
- 15U : Équipements au sol de missiles balistiques intercontinentaux
- 15Zh : Missiles balistiques tactiques et intercontinentaux

### 17 Lanceurs et équipements associés
- 17D : Moteurs-fusées (par exemple 17D58Ae moteur de contrôle d'attitude de l'étage Briz-M)
- 17F : Satellites (par exemple 17F15 satellite de télécommunications militaires Radouga)
- 17K : Systèmes déployé dans l'espace (par exemple 17K114 système spatial de reconnaissance et de visée)
- 17P : Équipements au sol
- 17S : Étage de lanceur (par exemple 17S40 étage D du lanceur Proton)
- 17U : Équipements au sol (par exemple 17U551 système de test au sol de l'étage Briz-M)